# Salmijärvi (sjö i Finland, Lappland, lat 66,73, long 24,18)
Salmijärvi är en sjö i Finland. Den ligger i kommunen Pello i landskapet Lappland, i den norra delen av landet, 700 km norr om huvudstaden Helsingfors. Salmijärvi ligger 194 meter över havet. Den är 1,81 meter djup. Arean är 99,1 hektar och strandlinjen är 6,98 kilometer lång. Sjön  ingår i Torne älvs huvudavrinningsområde. 